# Письмо незнакомки (фильм, 2001)
«Письмо́ незнако́мки» (фр. Lettre d’une inconnue) — телевизионный художественный фильм, поставленный в 2001 году на французском телевидении. Экранизация одноимённой новеллы австрийского писателя Стефана Цвейга. Последний фильм французского кинорежиссёра Жака Дере.

## Сюжет
Экранизация новеллы Стефана Цвейга «Письмо незнакомки». Мелодрама. Действие начинается в Вене в самом начале XX века. В возрасте 13-ти лет Роза впервые увидела взрослого мужчину — писателя Альберта Ранка. С тех пор он стал смыслом её жизни, единственной любовью, пронесённой ею через всю жизнь. Однако эгоистичный и легкомысленный Альберт, для которого женщины — это всего лишь приятное времяпрепровождение — даже не замечал Розу. Однажды, когда Роза уже стала взрослой девушкой, он ненадолго обратил на неё внимание, но через несколько ночей с лёгкостью расстался с ней, забыв о её существовании. Спустя много лет Альберт получает письмо-исповедь от незнакомки, читая которое, он понимает, что, вполне возможно, прошёл мимо своей любви.

## В ролях
- Ирен Жакоб — Роза
- Кристофер Томпсон — Альберт Ранк
- Йоахим Биссмайер — Йоханн
- Нина Пролль — Маргарет
- Карлхайнц Хакль — граф
- Тереза Мартини
- Дэвид Камерон

## Съёмочная группа
- Режиссёр: Жак Дере
- Продюсеры: Кристин Гуз-Реналь, Юсуф Кошир
- Сценарий: Стефан Цвейг (автор новеллы), Жан-Клод Карьер
- Композитор: Клод Боллинг
- Оператор: Гернот Ролл
- Художники: Герхард Янда, Барбара Демут
- Монтаж: Сильви Понтуазо

## Издание на видео
- Выпущен на DVD.
- В России выпущен на DVD 24 ноября 2011 года фирмой «Cinema Prestige».